# Silene monachorum
Espèce
Classification phylogénétique
Silene monachorum est une espèce de plante de la famille des Caryophyllaceae.

## Synonymes
- Silene pusilla Waldst. & Kit.
- Heliosperma monachorum Vis. et Panc